# رينالدو هيل (لاعب كرة قدم أمريكية)
رينالدو هيل (بالإنجليزية: Reynaldo Hill)‏ هو لاعب كرة قدم أمريكية أمريكي، ولد في 28 أغسطس 1982 في باهوكي في الولايات المتحدة.

## وصلات خارجية
- رينالدو هيل (لاعب كرة قدم أمريكية) على موقع مرجع كرة القدم المحترفة.كوم (الإنجليزية)